# Csigó László
Csigó László (Budapest, 1948. november 7. – Budapest, 2023. január 5.) magyar fotóművész, alkalmazott fotográfus.

## Élete, munkássága
Gyerekkora óta fotózik, első címlapképét gimnazistaként készítette. A Budapest folyóiratnak 1970–1988 között, közel két évtizeden át volt állandó fotósa, több címlapra került városfotó az ő munkája. Számos író- és színészportét készített könyvek, folyóiratok számára, többek közt a Szép versek című antológia több kötetében is láthatóak az általa készített portrék. A rendszerváltást követően elsősorban alkalmazott fotográfiákat – tárgyfotót, ételfotót – készített, mások mellett Liptai Zoltán 33… kezdetű ételkönyveihez, Frank Júlia  gasztronómiai köteteihez. Továbbra is készített város-, illetve épületfotókat, Földes Mária művészettörténésszel több közös kiadványt jegyeznek. 2015-ig összességében kb. 160 könyvben jelentek meg fotói.
A Magyar Iparművészeti Főiskolán egy időben óraadó tanárként tárgyfotózást tanított. Később saját vállalkozásában tárgyfotózással, ételfotózással foglalkozott.

## Szakmai közélet
- Magyar Fotóművészek Szövetsége (1980 óta)[4]
- Magyar Alkotóművészek Országos Egyesülete

## Könyvei, kiállításai

### Könyvek
A több mint 150, Csigó László fotóival illusztrált könyvből csak a sajtóban említett köteteit mutatjuk:
- Bodosi György: Völgyvallatás; Magvető Könyvkiadó Budapest, 1979 182 l.[10]
- Frank Júlia: Sörfalatok, borkorcsolyák; Budapest, Officina Nova, 1994, 64 l.[8]
- Csigó László: Magyar evangélikus templomok; szerk. Földes Mária. Budapest Anno Kiadó, 2004. 48 l.[11]

### Kiállítások
- Újpesti Minigaléria, Budapest, 1973
- Józsefvárosi Pincetárlat, Budapest, 1975
- C’est la vie, Váci Madách Imre Művelődési központ, Vác, 2009
- Négy elem, a Magyar Alkotóművészek Országos Egyesülete tematikus, csoportos kiállítása, Budapest, Olof Palme-ház, 2013[12]